# Hot Lips Page
Oran Thaddeus "Hot Lips" Page (Dallas, 27 januari 1908 - New York, 5 november 1954) was een Amerikaanse jazz-zanger en -trompettist.

## Carrière

### De jaren 20
Page speelde al op 12-jarige leeftijd in de plaatselijke kinder-brassband van Budd Johnson. In 1923, op 15-jarige leeftijd, werd hij professioneel muzikant en werkte hij in het circus en in balzalen. Hij begeleidde ook de blueszangeressen Bessie Smith, Ma Rainey en Ida Cox. Hij luisterde naar de platen van Louis Armstrong, die alle jonge trompettisten inspireerde. Om zijn idool live te horen, reisde Page in 1926 naar Chicago.
In 1927 vervoegde hij zich bij de eerste gerenommeerde band het Blue Devils Orchestra, dat werd geleid door zijn halfbroer en bassist Walter Page. Met zijn vurige stijl werd hij snel een attractie van deze band. In november 1929 ontstonden in Kansas City de enige plaatopnamen van de legendarische band: de Blue Devil Blues, gezongen door Jimmy Rushing en Squablin'  met een subtiele solo van Hot Lips Page op de afgedichte trompet in zijn nu al volledig ontwikkelde eigen stijl.

### De jaren 30
In de loop van de jaren 1930 verlieten belangrijke muzikanten de Blue Devils en gingen naar het Kansas City orkest van Bennie Moten. Page volgde begin 1931. Moten leidde de sinds 1925 vooraanstaande band in Kansas City en bouwde deze uit tot een bigband, die over twee blazerssecties en uitstekende solisten beschikte. Bij de beroemde opnamezitting voor RCA Viktor in december 1932 waren vijf koperblazers, waaronder Page, en drie houtblazers, waaronder tenorsaxofonist Ben Webster en vier man in de ritmesectie met Count Basie aan de piano. Er ontstonden tien opnamen, die het hoogtepunt markeerden van de Kansas City-stijl en die in de Verenigde Staten grote indruk maakten.
Kansas City was van de jaren 1920 tot 1940 een eldorado van de jazz, omdat muzikanten gemakkelijk werk vonden ondanks de drooglegging en de depressie. Page bleef bij Moten tot diens overlijden in 1935. Hij speelde in wisselende kleine formaties in verschillende clubs, graag in de Sunset, waar Pete Johnson piano speelde en de barman Joe Turner daarbij de blues zong. Page was daar altijd welkom met trompet en zang. Bovendien nam hij deel aan iedere jamsessie of initieerde hij ze zelf. Count Basie toonde zich in de Reno Club en stelde enkele collega's uit de Moten-band te werk, waaronder drie trompettisten, drie houtblazers en drie voor het ritme, waaronder ook bassist Walter Page. Hot Lips Page was freelance Master of Ceremonies in de Reno en vaak trompetsolist.
De muziek van deze eerste Basie-band was het vervolg van de Moten-stijl, riff-georiënteerd en zonder geschreven arrangementen, aangezien de blazers moesten samenwerken. Dit was echter ingebakken door oefening. De solisten, vooral Page, tenorsaxofonist Lester Young en natuurlijk pianist Basie konden zich vrij ontplooien. De krachtige blazerssecties, de losse ensemble-klank en de stuwende ritmen kenmerkten de band. Doorslaggevend voor het succes werden de radio-uitzendingen, die regelmatig via een sterke, kwalitatief technische zender werden uitgezonden.
Platenproducent en talentenscout John Hammond hoorde de Basie-band in Chicago op de radio, schreef een stimulerende kritiek en bewerkstelligde daarmee, dat de concurrentie sneller reageerde dan hij. Joe Glaser, de manager van Louis Armstrong, spoedde zich naar Kansas City, hoorde de sensationele trompettist met entertainer-kwaliteiten en zag in Page de aankomende ster. Hij bood hem direct een contract aan voor een door hem op te richten bigband, terwijl Basie een platencontract sloot met Decca Records en met zijn Barons of Rhythm al in november 1936 naar Chicago reisde.
Page bleef nog enkele weken in de Reno Club, totdat hij met zijn echtgenote met Kerstmis 1936 aankwam in Harlem. Hij speelde vervolgens in de jazzclubs van de 52e Street van New York als orkestleider en solist, waarbij hij een voorkeur ontwikkelde tot de rhythm-and-blues in de stijl van Louis Jordan. 
Eind mei 1938 lukte hem zijn enige succes in de Billboard-hitlijst (#9) met zijn instrumentale versie van I Let a Song Go Out of My Heart van Duke Ellington. 

### De jaren 40
In 1941 speelde hij ook met Artie Shaw, maar had hij de pech, dat hun gezamenlijke hitsingle St. James Infirmary toen op de markt kwam, toen Shaw zijn band ontbond. Verdere bekende nummers die hij opnam met Shaw, waren Blues in the Night, Take Your Shoes off, Baby en Motherless Child. Hij werkte bovendien tijdens deze periode mee aan opnamen van Joe Turner, Pete Johnson, Eddie Condon, Mezz Mezzrow en Ben Webster.
Hij telde ook als goede zanger in de rhythm-and-blues, te horen in zijn nummer Old Yazoo (1941) en het door hem tijdens zijn militaire diensttijd geschreven Uncle Sam Blues (1944). In 1944 ontstond bovendien You Need Coachin tijdens zijn opnamen voor Commodore Records met Earl Bostic, Clyde Hart en Don Byas. Hij nam deel aan het Festival International 1949 de Jazz in Parijs en speelde in 1953 en 1954 in België en Frankrijk.

## Overlijden
Hot Lips Page overleed in november 1954 op 46-jarige leeftijd.

## Discografie
- Pagin' Mr. Page: His Greatest Recordings 1932–1946 (ASV)
- The Chronological Hot Lips Page 1938–1940 (Classics Records) met Don Byas, Pete Johnson, Don Stovall
- The Chronological Hot Lips Page 1940–1944 (Classics Records) met Vic Dickenson, Benny Morton, Ben Webster, Ike Quebec, Lucky Thompson, Leonard Feather, Hank Jones
- After Hours in Harlem (HighNote, 1940/41) met Thelonious Monk, Herbie Fields, Tiny Grimes
- Commodore Classics – Swing Street Showcase: Jonah Jones/Hot Lips Page (Commodore, 1944/45)
- Dr. Jazz Volume 6 – 1951–1952 (Storyville) radio-opnamen met Wild Bill Davison, Eddie Barefield, Peanuts Hucko, Pee Wee Russell, Eddie Safranski

- Bibliothèque nationale de France: cb138981768 (data)
- Gemeinsame Normdatei: 134478940
- International Standard Name Identifier: 0000 0000 5513 0495
- Library of Congress Control Number: n83021454
- MusicBrainz: 10e5004d-c636-4f6f-8cf6-deefe007764e
- Nationale Bibliotheek van Tsjechië: xx0260283
- Nationale Bibliotheek van Israël: 987007338164805171
- Nederlandse Thesaurus van Auteursnamen: 10013548X
- Système universitaire de documentation: 161777414
- Virtual International Authority File: 2657261
- WorldCat: E39PBJxd66gTfy4RGcwypf9MT3